# Ignazio Vella
Ignazio A. "Ig" Vella (13 de julio de 1928 - 9 de junio de 2011) fue un empresario y fabricante de queso estadounidense, que sirvió en la Junta de Supervisores del Condado de Sonoma.

## Vida
Vella nació de Gaetano "Tom" Vella y Zolita (Clerici) Vella de Sonoma, California.
Asistió a Sonoma Valley High School, la Academia Militar San Rafael y la Escuela de Aviación de la Fuerza Oficial de Candidatos. En 1950, se graduó magna cum laude de la Universidad Santa Clara con una licenciatura en historia. Su padre era propietario de Vella Cheese Company, Inc. en California y la Lechería Rogue en Oregon, que le entregó a sus hijos. Ig tomó control de ambas compañías y sirvió como director general y consejero delegado. Vendió la Lechería Rogue en 2002.
En 2006, Vella fue honorado por la ciudad de Sonoma.
Después de una prolongada enfermedad, Vella murió en su hogar en Sonoma, a los 83 años.